# Conrad II de Znojmo
Conrad II de Znojmo (tchèque: Konrád II. Znojemský, mort en 1160), duc de Znojmo en Moravie de 1123 à 1160.

## Biographie
Conrad II duc de Znojmo est le fils de Luitpold duc de Znojmo  (en allemand: Znaim) (1092-1112) fils cadet du duc Conrad Ier de Bohême et de son épouse Ida de Babemberg fille du margrave Léopold II de Babenberg.
Avec Vratislav de Brno et peut-être même avec la complicité de l'évêque de Prague Meinhard il complote contre le duc Sobeslav Ier de Bohême à qui ils tente d'opposer son neveu Bretislav, le fils et homonyme du duc Bretislav II de Bohême assassiné en 1100. La conspiration échoue ; Sobeslav Ier élimine ses adversaires et fait aveugler le prétendant en mars 1130.
Conrad II fait réaliser à l'occasion de son mariage en 1132 avec la princesse Maria identifiée comme la fille du prince serbe Uroš Ier Vukanović ou celle du prince Álmos de Hongrie, la rotonde Saint-Catherine de Znojmo dénommée à l'époque église de l'Assomption. Sur les fresques sont représentés les débuts mythiques de la dynastie des Přemyslides avec Přemysl le laboureur et les autres souverains de la dynastie incorporés avec des représentations chrétiennes traditionnelles comme le Christ en majesté et les évangélistes A l'avènement de Vladislav II de Bohême, Conrad II, Vratislav de Brno et Othon III d'Olomouc soutiennent encore l'opposition au prince menée par Načerat un noble de Bohême. La révolte s'achève en 1146 avec la défaite définitive de Conrad II qui n'est plus mentionné jusqu'à sa mort dans les sources.
De cette union il laisse trois enfants :
- Ernest cité en 1156 ;
- Conrad II Otto 1er margrave de Moravie ;
- Hélène de Znojmo épouse Casimir II le Juste de Pologne.

## Sources
- Jörg K. Hoensch, Histoire de la Bohême, Éditions Payot, Paris, 1995  (ISBN 2-228-88922-9).
- (en) & (de) Peter Truhart, Regents of Nations, K.G Saur Münich, 1984-1988  (ISBN 359810491X), Europe Europe, Central Europe, Europa/Mitteleuropa: Art. « Moravia/Mähren », p. 2316-2318.